# Świerzbiec
Świerzbiec (Mucuna) – rodzaj roślin należący do rodziny bobowatych. Gatunkiem typowym jest Mucuna urens (L.) DC.

## Systematyka
Synonimy
Carpopogon  Roxb., Citta Lour., Macranthus Lour., Stizolobium P. Browne
Pozycja według APweb (aktualizowany system APG IV z 2016)
Jeden z rodzajów podrodziny bobowatych właściwych Faboideae w rzędzie bobowatych Fabaceae s.l. W obrębie podrodziny należy do plemienia Phaseoleae.
Pozycja w systemie Reveala (1993-1999)
Gromada okrytonasienne (Magnoliophyta Cronquist), podgromada Magnoliophytina Frohne & U. Jensen ex Reveal, klasa Rosopsida Batsch, podklasa różowe (Rosidae Takht.), nadrząd Fabanae R. Dahlgren ex Reveal, rząd bobowce (Fabales Bromhead), rodzina bobowate (Fabaceae Lindl.), rodzaj świerzbiec (Mucuna Adans.)
Lista gatunków
- Mucuna acuminata Baker
- Mucuna amblyodon Harms
- Mucuna argyrophylla Standl.

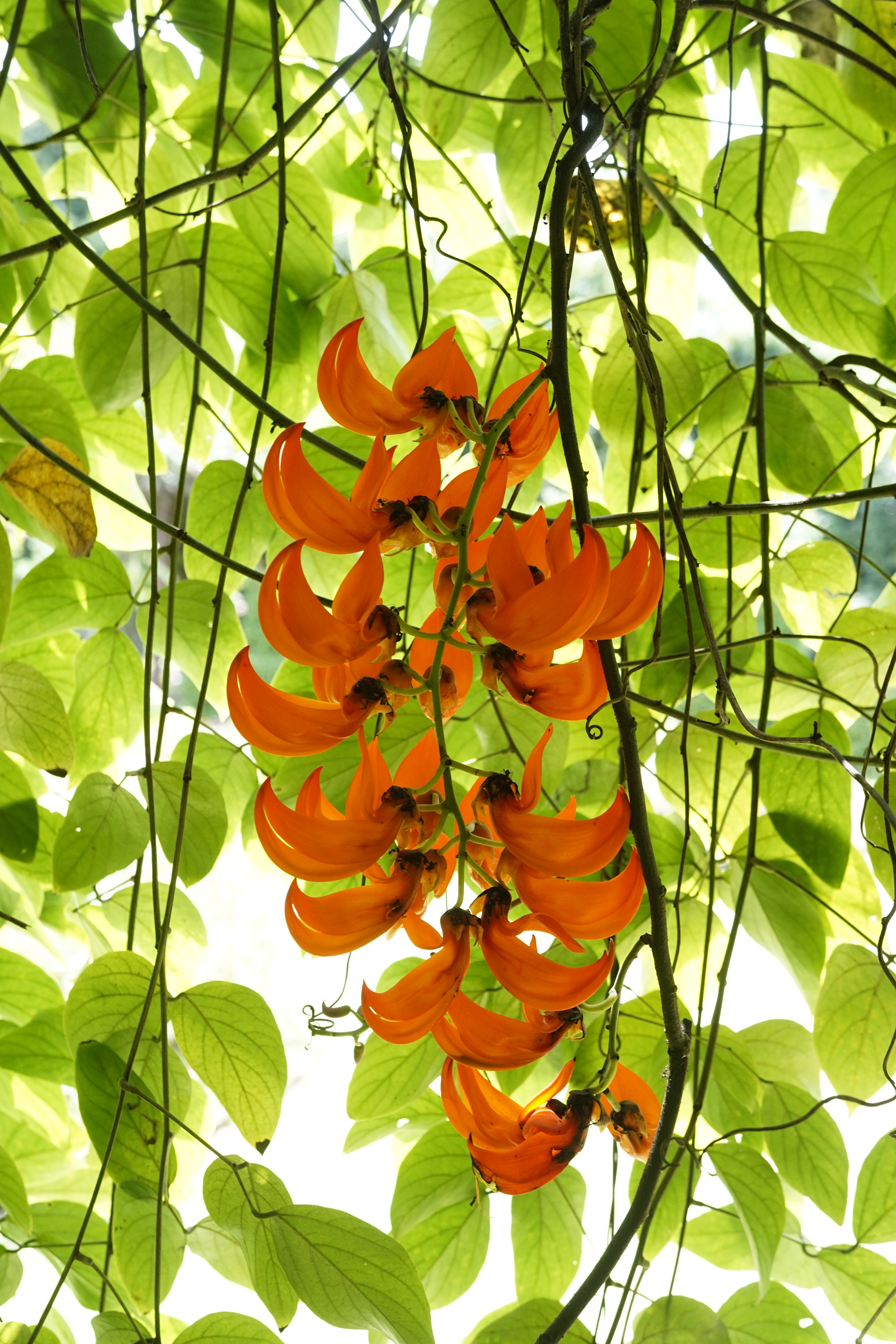
Kwiatostan gatunku Mucuna bennettii

- Mucuna atropurpurea (Roxb.) Wight & Arn.
- Mucuna aurea C.B.Rob.
- Mucuna bennettii F.Muell.
- Mucuna biplicata Kurz
- Mucuna birdwoodiana Tutcher
- Mucuna bracteata DC.
- Mucuna calophylla W.W.Sm.
- Mucuna canaliculata Verdc.
- Mucuna championii Benth.
- Mucuna coriacea Baker
- Mucuna curranii Elmer
- Mucuna cyclocarpa F.P.Metcalf
- Mucuna diabolica Keuchenius
- Mucuna diplax Wilmot-Dear
- Mucuna discolor Merr. & L.M.Perry
- Mucuna elliptica (Ruiz & Pav.) DC.
- Mucuna fawcettii Urb.
- Mucuna ferox Verdc.
- Mucuna flagellipes Hook.f.
- Mucuna gigantea (Willd.) DC.
- Mucuna glabrialata (Hauman) Verdc.
- Mucuna gracilipes Craib
- Mucuna hainanensis Hayata
- Mucuna holtonii (Kuntze) Moldenke
- Mucuna hooglandii Verdc.
- Mucuna huberi Ducke
- Mucuna humblotii Drake
- Mucuna imbricata Baker
- Mucuna interrupta Gagnep.
- Mucuna killipiana Hern.Cam. & C.Barbosa
- Mucuna lamellata Wilmot-Dear
- Mucuna lamii Verdc.
- Mucuna lane-poolei Summerh.
- Mucuna longipedunculata Merr.
- Mucuna macmillanii Elmer
- Mucuna macrobotrys Hance
- Mucuna macrocarpa Wall.
- Mucuna macroceratides (Raddi) DC.
- Mucuna macrophylla Miq.
- Mucuna macropoda Baker f.
- Mucuna manongarivensis Du Puy & Labat
- Mucuna mapirensis (Rusby) J.F.Macbr.
- Mucuna melanocarpa A.Rich.
- Mucuna membranacea Hayata
- Mucuna mindorensis Merr.
- Mucuna mitis (Ruiz & Pav.) DC.
- Mucuna mollis (Kunth) DC.
- Mucuna mollissima Kurz
- Mucuna monosperma Wight
- Mucuna mutisiana (Kunth) DC.
- Mucuna nigricans (Lour.) Steud.
- Mucuna novo-guineensis Scheff.
- Mucuna oligoplax Wilmot-Dear
- Mucuna pachycarpa Wiriad.
- Mucuna pacifica Hosok.
- Mucuna pallida Cordem.
- Mucuna paniculata Baker
- Mucuna platyphylla A.Gray
- Mucuna platyplekta Quisumb. & Merr.
- Mucuna pluricostata Barb.Rodr.
- Mucuna poggei Taub.
- Mucuna pruriens (L.) DC. – świerzbiec właściwy
- Mucuna psittacina Miers
- Mucuna reptans Verdc.
- Mucuna reticulata Burck
- Mucuna revoluta Wilmot-Dear
- Mucuna rostrata Benth.
- Mucuna samarensis Merr.
- Mucuna schlechteri Harms
- Mucuna sempervirens Hemsl.
- Mucuna sloanei Fawc. & Rendle
- Mucuna stanleyi C.T.White
- Mucuna stans Baker
- Mucuna stenoplax Wilmot-Dear
- Mucuna terrens H.Lev.
- Mucuna thailandica Niyomdham & Wilmot-Dear
- Mucuna tomentosa K.Schum.
- Mucuna urens (L.) Medik.
- Mucuna warburgii K.Schum. & Lauterb.